# كسينيا ميليفسكايا
كسينيا ميليفسكايا (بالروسية: Милевская, Ксения Владимировна) مواليد 9 أغسطس 1990 في مينسك، هي لاعبة كرة مضرب بيلاروسية تلعب باليد اليمنى. هي إحدى بطلات الجراند سلام. أعلى تصنيف لها في الفردي كان 227. بينما في الزوجي كان أعلى تصنيف لها هو 148 في سنة 2009.

## بطولات حققتها
- دورة رولان غاروس الدولية
- بطولة أمريكا المفتوحة للتنس

## روابط خارجية
- كسينيا ميليفسكايا على موقع رابطة محترفات التنس (الإنجليزية)
- كسينيا ميليفسكايا على موقع الاتحاد الدولي لكرة المضرب (الإنجليزية)
- كسينيا ميليفسكايا على موقع كأس بيلي جين كينغ (الإنجليزية)
- كسينيا ميليفسكايا على موقع خلاصة التنس.كوم (الإنجليزية)
- كسينيا ميليفسكايا على موقع إي إس بي إن.كوم (الإنجليزية)